# Pierre-André Boutin
Pour l’article homonyme, voir Boutin.
Pierre-André Boutin (né le 2 décembre 1934 et mort le 19 novembre 2021) est un enseignant et homme politique fédéral du Québec.

## Biographie
Né à Sainte-Marguerite dans la région de Chaudière-Appalaches, il devient député du Parti Crédit social du Canada dans la circonscription fédérale de Dorchester en 1962. Réélu en 1963, il est défait en 1965 par le libéral Gustave Côté.
Il est mort le 19 novembre 2021 à l'Hôtel-Dieu de Lévis.